# اینا بودستانی
اینا بودستانی (انگلیسی: Ina Budestean؛ زادهٔ ۳ فوریهٔ ۱۹۸۷) بازیکن فوتبال اهل جمهوری آذربایجان است.
وی همچنین در تیم‌های ملی فوتبال Moldova women's national football team, Moldova women's national football team, Azerbaijan women's national football team، و Azerbaijan women's national football team، بازی کرده‌است.